# Hofbräuhaus-Kunstmühle

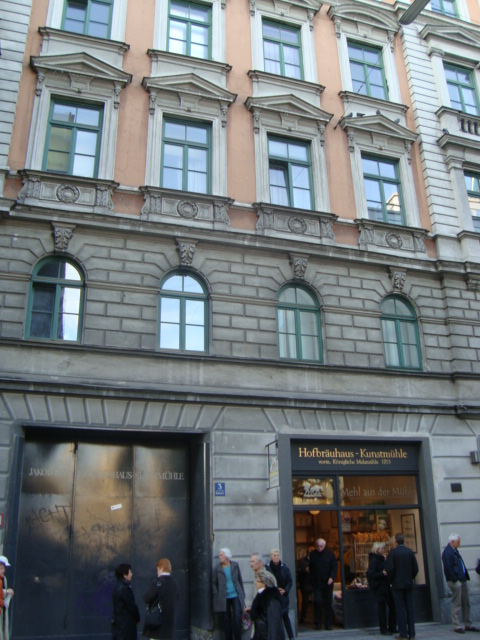
Hofbräu-Kunstmühle

Die Hofbräuhaus-Kunstmühle ist die einzige noch aktive Getreidemühle in München. Sie ist als Baudenkmal in die Bayerische Denkmalliste eingetragen.

## Lage
Die Mühle liegt im Graggenauer Viertel der Münchner Altstadt in der Neuturmstraße 3. Sie grenzt östlich an das Gelände an, auf dem sich das Hofbräuhaus am Platzl befindet.

## Geschichte
Wann an dieser Stelle erstmals eine Mühle errichtet wurde, ist nicht überliefert. Auf dem 1570 entstandenen hölzernen Stadtmodell Münchens von Jakob Sandtner ist bereits eine Mühle vorhanden.
Der unmittelbare Vorgängerbau der heutigen Mühle wurde 1703 durch Kurfürst Maximilian II. Emanuel als Malzmühle für das benachbarte Hofbräuhaus am Platzl errichtet, das 1607 aus dem Alten Hof an seine heutige Stelle am Platzl verlegt worden war. Auf dem Stadtplan des Topographischen Büros von 1806 erstreckt sie sich am Westufer des Malzmühlbachs von dem Zusammenfluss von Germbach und Einschüttbach aus bis zum Kosttor.
In den 1870er Jahren wurde die Königliche Malzmühle an privat verkauft. Das alte Gebäude wurde durch einen Neubau ersetzt, und die Mühle wurde zu einer modernen Getreidemühle umgebaut. Anstelle der alten Mahlgänge kamen acht Walzenstühle zum Einsatz. Aufgrund der modernen Technik durfte die Mühle nun die Bezeichnung Kunstmühle führen.
Seit 1921 ist die Hofbräuhaus-Kunstmühle im Besitz der Familie Blum, 2001 übernahm Stefan Blum den Betrieb. Den Zweiten Weltkrieg überstand die Mühle ohne größere Zerstörungen.
Der Malzmühlbach floss bis 1967 unter der Mühle. Als er wegen des Baus der U-Bahn stillgelegt wurde, wurde das Mühlrad abgebaut und die Energieversorgung der Mühle auf Elektrizität umgestellt. 1988 wurde im Erdgeschoss ein kleines Ladengeschäft eingerichtet, in dem die Mühlenprodukte an Endverbraucher verkauft werden.
Nachdem die Kraemer’sche Kunstmühle im August 2007 den Betrieb einstellte, ist die Hofbräuhaus-Kunstmühle die letzte Mühle, die in München produziert. Aus 27 Tonnen Weizen werden täglich 22 Tonnen Weizenmehl produziert.